# Megástenes
Megástenes (Em grego:: Μεγασθένης, 350 a.C — 290 a.C.) foi um geógrafo grego do Século IV a.C..

## Biografia
Megástenes nasceu na Ásia Menor e foi embaixador do rei Seleuco I Nicátor (general de Alexandre que ficou com a parte asiática do império), na corte de Chandragupta Máuria (fundador da dinastia indiana Máuria), provavelmente entre os anos 302 a.C. e 288 a.C..
Viajou por toda a Índia, tendo escrito a obra "Indica", onde descreve a cordilheira do Himalaia e a ilha de Sri Lanka, a sudoeste do continente indiano, a que deu o nome de Taprobana (Taprobanê), derivado do termo hindu "Tamraparni", que significa "flor da cor do cobre", devido à vegetação da ilha.